# Developmental Dynamics
Developmental Dynamics, abgekürzt Dev. Dyn., ist eine wissenschaftliche Fachzeitschrift, die vom Wiley-Blackwell-Verlag veröffentlicht wird. Es werden Arbeiten aus dem Bereich der Entwicklungsbiologie veröffentlicht.
Der Impact Factor lag im Jahr 2014 bei 2,376. Nach der Statistik des ISI Web of Knowledge wird das Journal mit diesem Impact Factor in der Kategorie Anatomie und Morphologie an vierter Stelle von 20 Zeitschriften und in der Kategorie Entwicklungsbiologie an 28. Stelle von 41 Zeitschriften geführt.
Von 1901 bis 1991 firmierte die Zeitschrift unter dem Namen American Journal of Anatomy (Am. J. Anat.), die im Verlag Alan R. Liss gedruckt wurde.